# マニラ・ライトレール2000形電車
2000形は、フィリピンの首都・マニラでライト・レール・トランジット・オーソリティ（Light Rail Transit Authority、LRTA）が運営するマニラ・ライトレール・トランジット・システムで使用される電車の1形式。LRT2号線向けに製造された、車体長23m級の大型車両である。

## 概要
"メガトレン"（Megatren）とも呼ばれるMRT-2線（Line 2）は、マニラ首都圏のパシグ（Pasig）、マリキナ（Marikina）、ケソンシティ（Quezon city）、サンファン（San Juan）、マニラを経由し、首都圏を横断する高架通勤鉄道である。1996年から正式に建設プロジェクトが開始されたこの路線は、契約に関する不正の疑いによる中断を経て、2000年に日本の丸紅を中心としたフィリピン国内外の企業によるアジア・ヨーロッパMRTコンソーシアム（Asia-Europe MRT Consortium、ACMC）によって建設工事が行われる契約が交わされた。その中で、車両については2000年に韓国の機械メーカーである現代ロテムへ向けて発注が実施された。これが2000形電車である。
1時間あたり24本（2.5分間隔）の運行により最大50,000人を輸送すると言う計画や、高架路線を走る事によるプラットホームの長さ制限により、2000形は車両長23,500 mm、車体幅3,200 mmという、ライトレール規格で導入されたLRT1号線の車両とは異なる大型規格を採用している。編成は4両固定、車体はステンレス製で、両開き式の乗降扉は先頭車（Mc）・中間車（M）とも車体両側に5箇所設置されている。連結面には扉がない貫通路があり、車両間の往来が可能である。また、先頭部右側には非常扉が設置されている。
前面はライトや貫通扉の位置が違うもののKORAIL311000系2次車、同341000系2次車、同351000系2次車に似ている。

座席は全て6人掛けのロングシートで、FRPを用いて製造されている。車内は冷房が完備されており、ユニットクーラーが各車両の屋根上に2基設置されている他、集電装置であるシングルアーム式パンタグラフもも中間車の屋根上に1基存在する。
台車は先頭車・中間車双方とも動力台車で、軸ばねは円錐積層ゴムを、枕ばねは空気ばねを用いる。1つの台車には2基の三相かご形誘導電動機が搭載されており、IGBT素子のVVVFインバータ制御装置によって制御される。制動は踏面空気ブレーキや回生ブレーキを併用する電気指令式ブレーキによって行われる。これらのうち、電気機器は東芝によって製造されたものである。
保安装置として自動列車停止装置（ATS）、自動列車保護装置（ATP）、自動列車制御装置（ATC）が設置されている他、自動列車運転装置（ATO）も搭載し、自動運転が行われている。

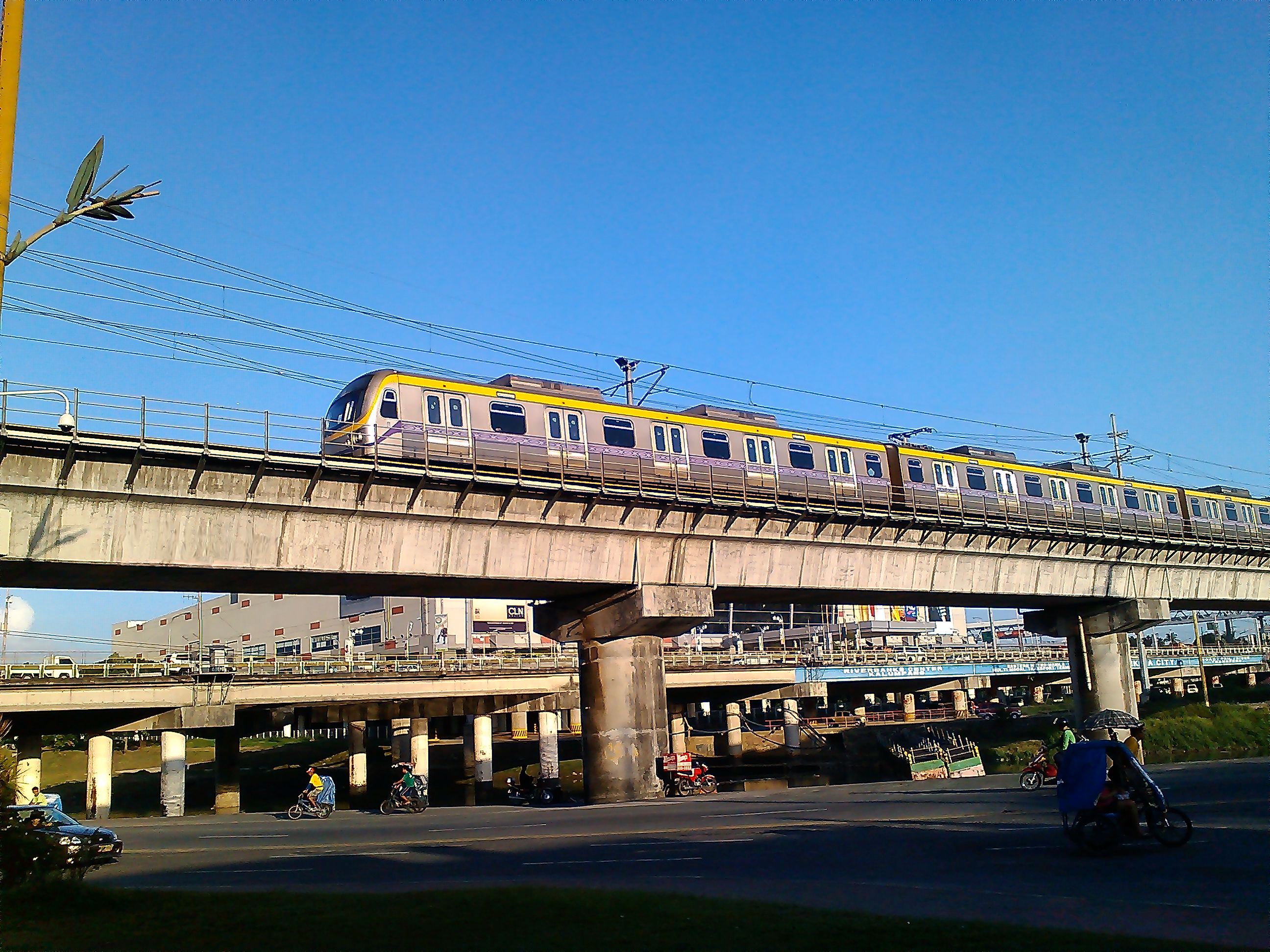
先頭車
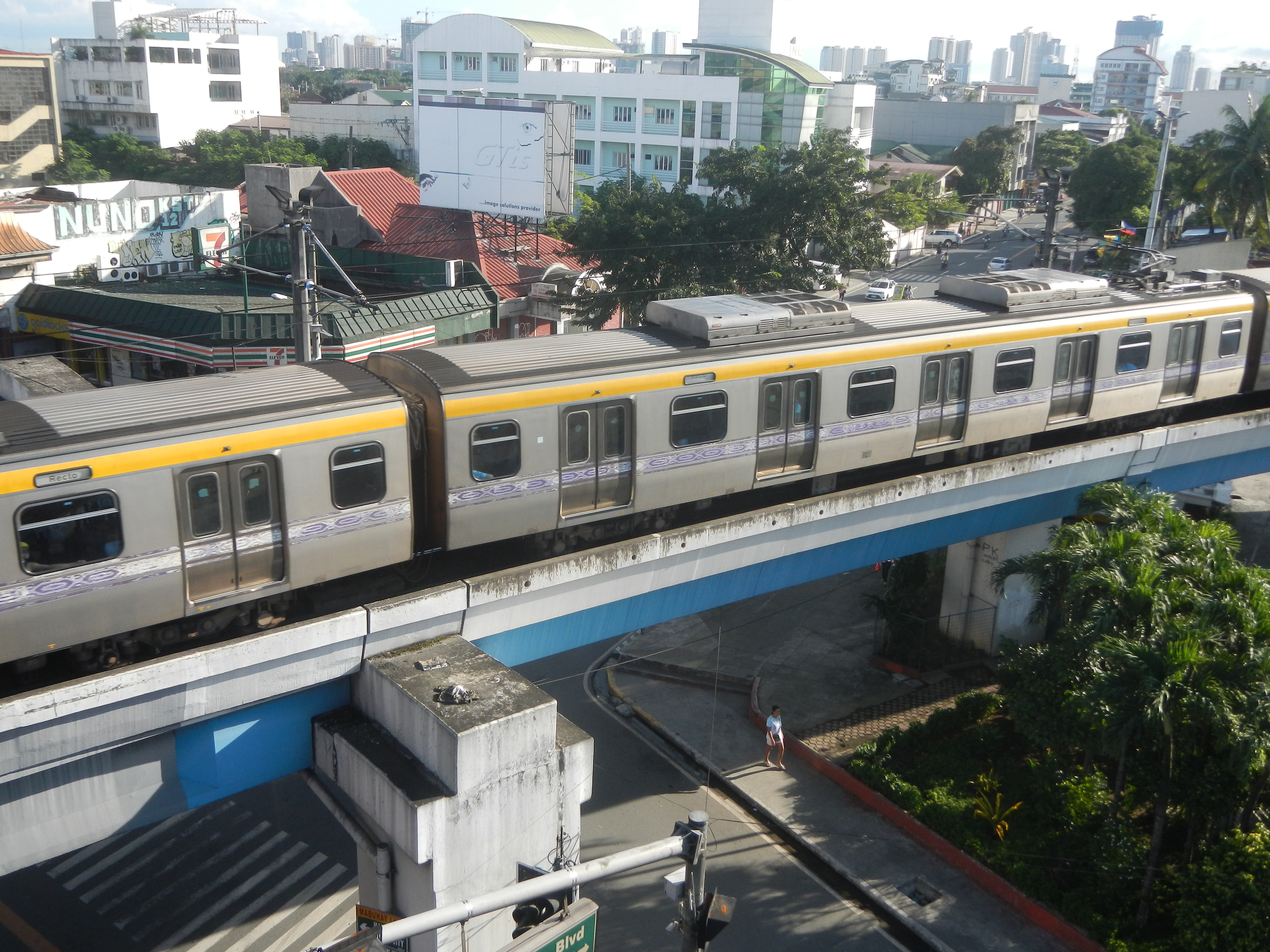
中間車
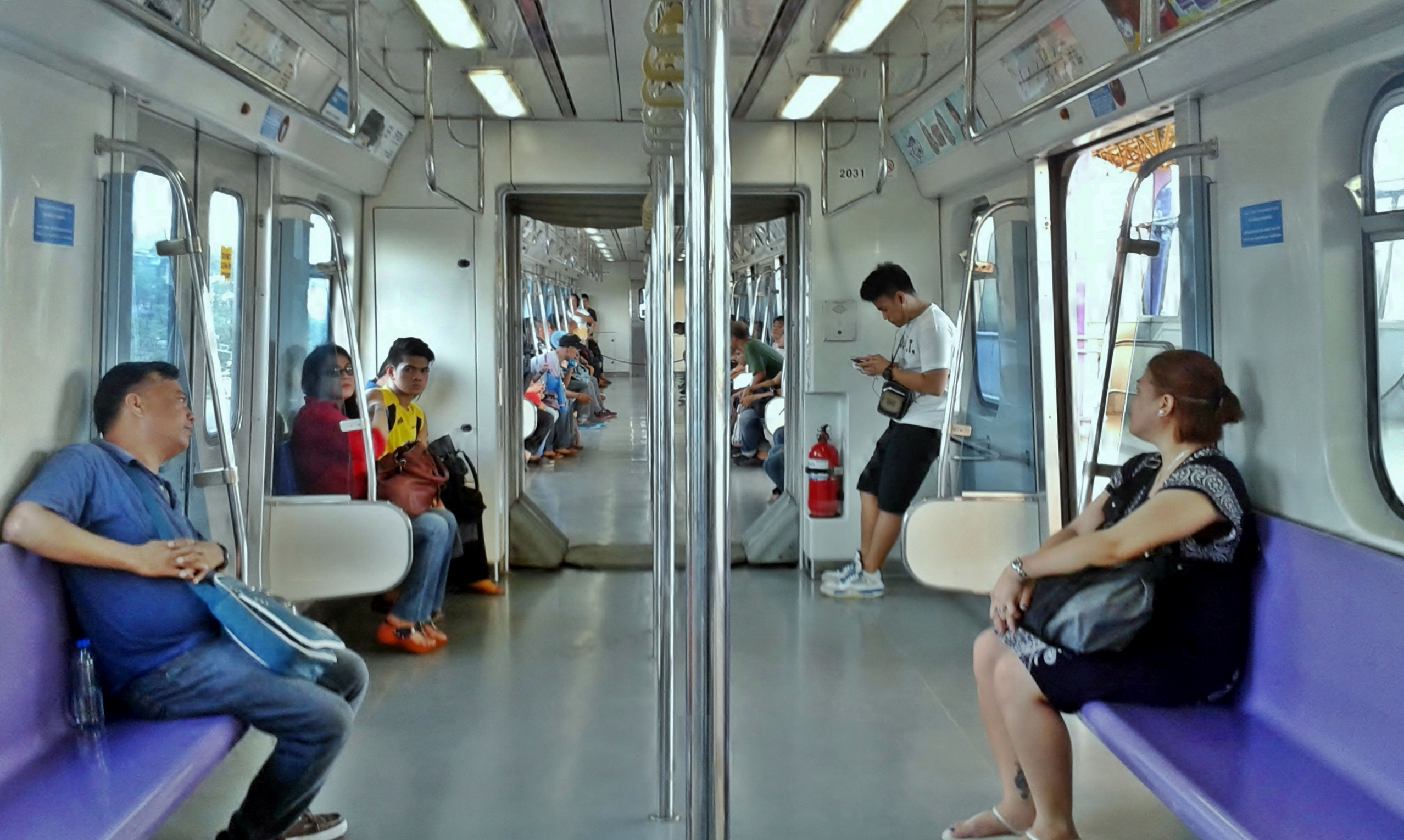
車内
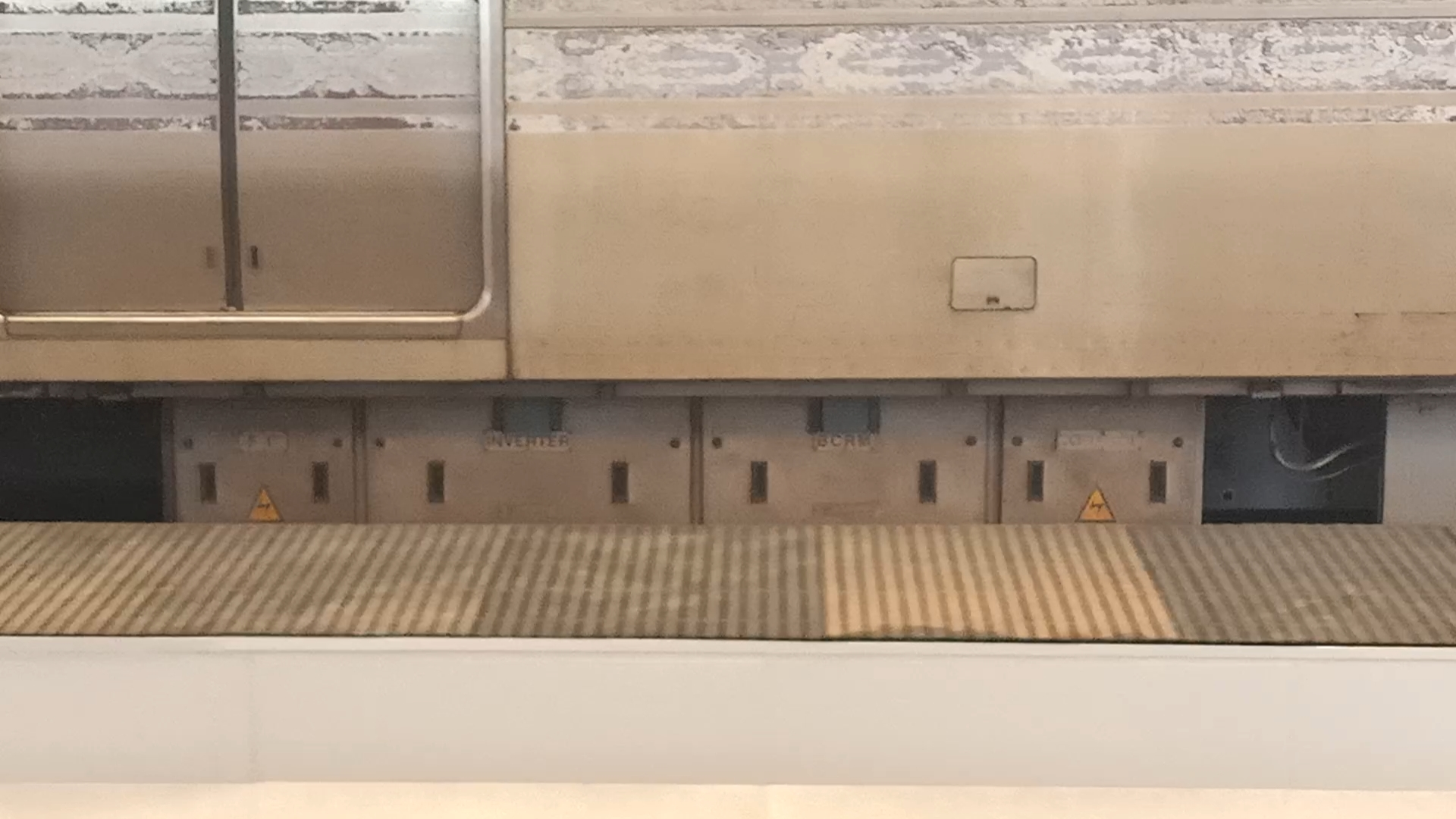
機器更新車のVVVFインバータ装置（宇進産電製）

## 運用
2003年4月5日に一部区間が先行開業し、グロリア・アロヨ大統領（当時）を招いた開通式典も実施された。それに合わせて2000形の営業運転も始まり、翌2004年以降はLRT2号’線の全線で使用されている。
4両編成18本（72両）が導入されたが、2018年の時点で営業運転に使用されていたのは10本であった。これらの車両について、老朽化のため冷却能力が50％に低下していた冷房装置の交換が2018年から翌2019年4月まで行われた。運用から離脱していた8本に関しても、MRT-2線の延伸による輸送力増強計画に合わせ2019年までに機器の修繕や冷房装置の交換を実施し、営業運転に復帰させる予定となっている。
2021年には休車だった3編成のVVVFインバータ装置は宇進産電製のものに更新され、営業運転に復帰している。

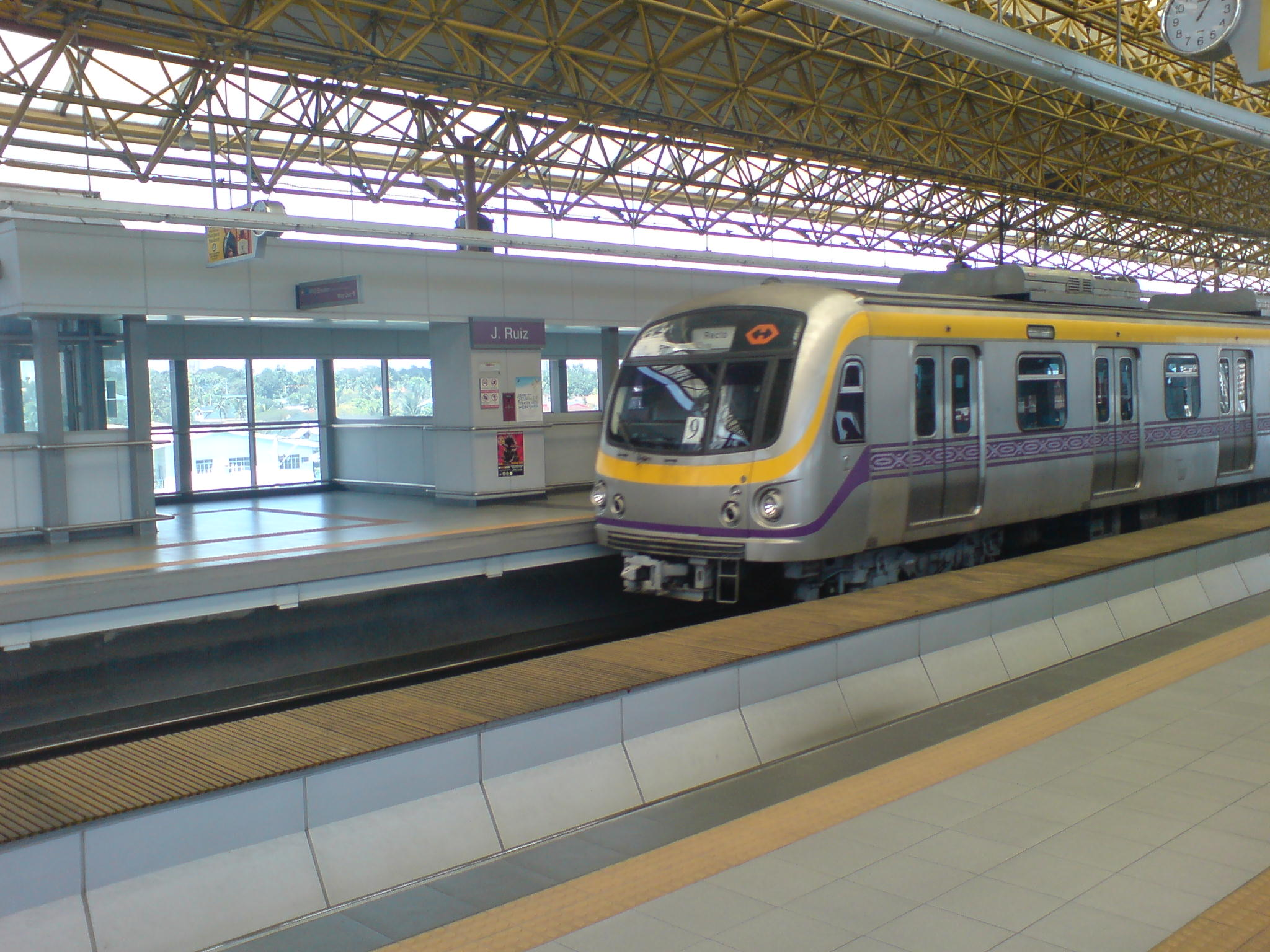
駅に停車する2000形電車
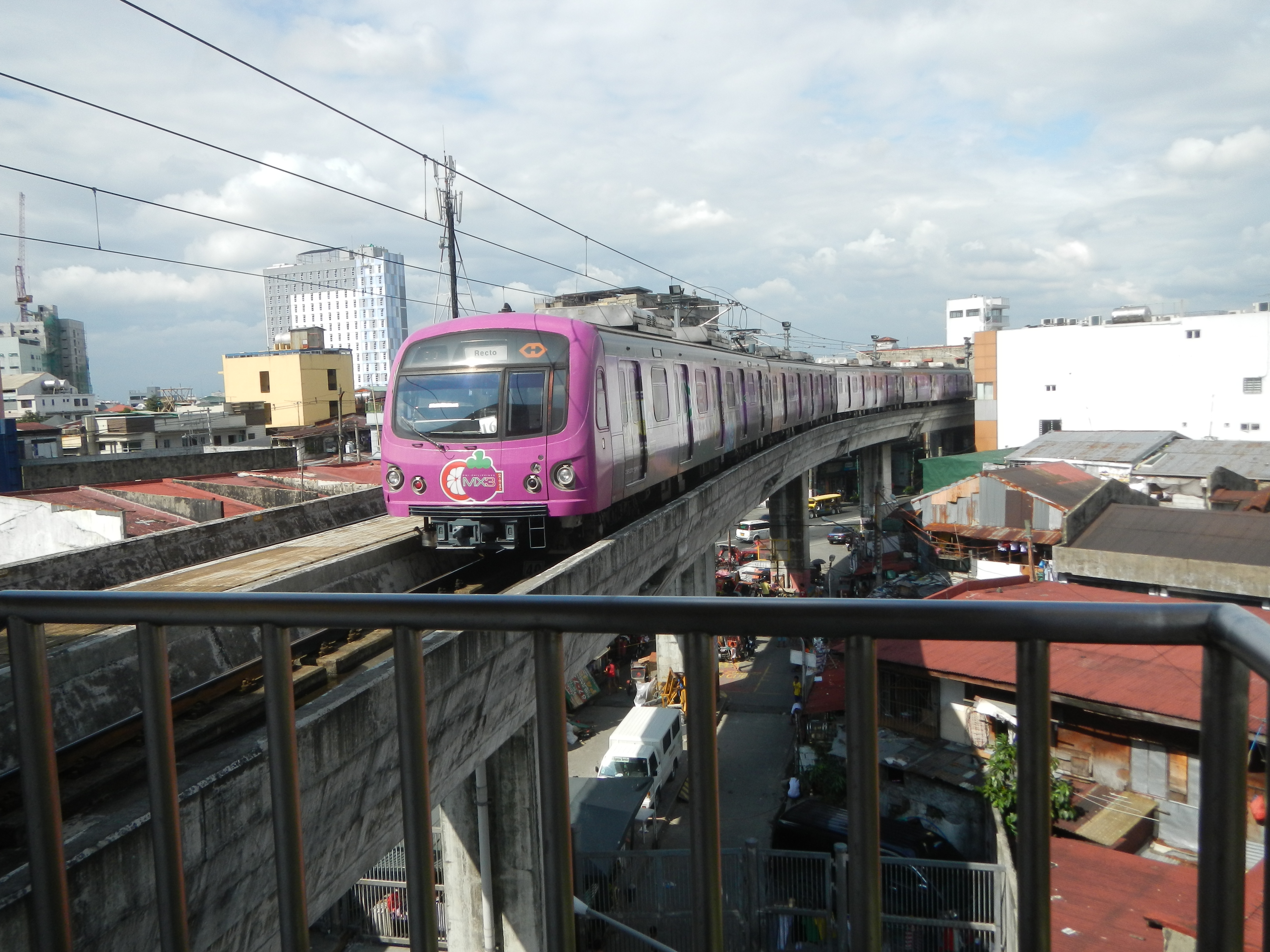
全面広告が施された編成
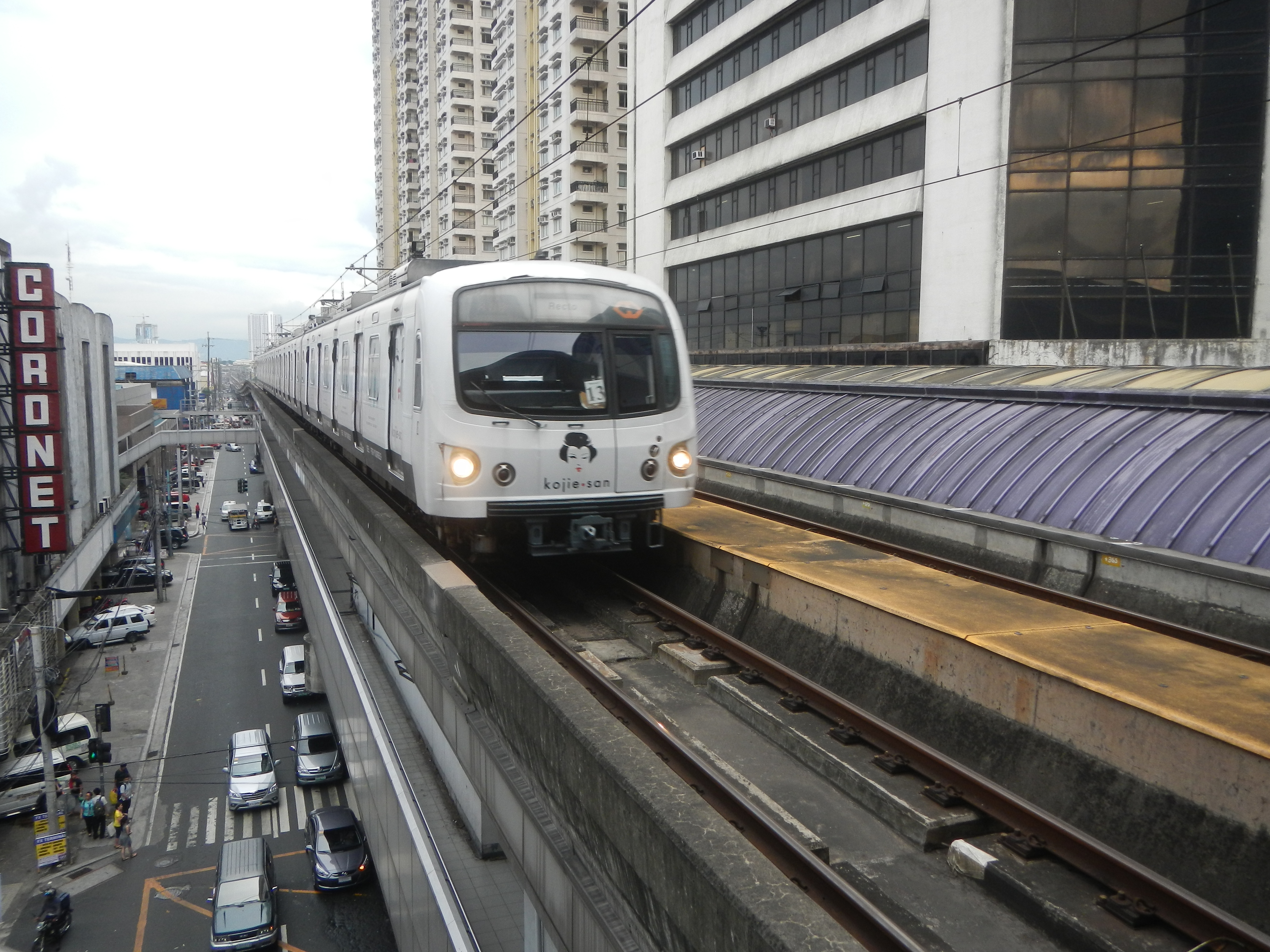
白色を主体とした全面広告塗装